# Gioseffo Guami
Gioseffo Guami (Gioseffo Giuseppe Guami lub Gioseffo da Lucca), (ur. 27 stycznia 1542  – zm. 1611) – włoski kompozytor, organista i śpiewak późnego renesansu. Twórczość Guamiego zalicza się do stylu muzyki nazywanego terminem szkoła wenecka. Nauczyciel Adriana Banchieriego.
Urodził się w Lukce. Od 1561 roku służył jako śpiewak w bazylice świętego Marka w Wenecji. W 1568 opuścił Wenecję i udał się do Bawarii, gdzie służył jako organista na dworze Albrechta Bawarskiego. W latach 70. powrócił do Włoch. W 1579 został organistą w Lukce. Od 1585 roku pracował w Genui. Trzy lata później został pierwszym organistą w bazylice św. Marka w Wenecji. W 1590 roku powrócił do Lukki, gdzie w tamtejszej katedrze służył jako organista do śmierci w 1611 roku.